# 김환영 (작가)
김환영(1959년 ~ )은 한국의 일러스트레이터로 홍익대학교에서 서양화를 전공하고, 1980년대에는 민중미술운동에 참여했던 작가는 출판미술을 접하면서 어린이책과 인연이 닿았다. 대표 도서로, 《강냉이》, 《마당을 나온 암탉》등이 있다.

## 생애
1959년에 충청남도 예산에서 태어나, 백일 즈음에 가족 모두가 서울 서대문 근처로 이사를 왔다. 어린 김환영에게 그림 그리기는 시시때때로 놀이가 되었고, 글자 또한 그림을 그리듯 그리며 그 뜻을 깨우쳤다. 초등학교 특활시간에 그린 정물화를 보며, ‘회화적’이라거나 ‘수채화 맛이 난다’ 라는 선생님의 품평에 매료되어 미술에 대한 호기심을 키웠다. 중학교에서 본격적으로 시작한 미술부 활동은 고등학교까지 이어졌다. 그러던 중 유화로 그린 친구의 풍경화를 보고 큰 자극을 받아, 그 친구와 함께 북한산을 올라 해가 질 때까지 그림을 그렸다. 그렇게 김환영은 ‘그림 좀 그리는 학생’에서 어엿한 화가로 성장했다.
홍익대학교에서 서양화를 전공하고, 1980년대에 민중미술운동에 참여했던 작가는 출판미술을 접하면서 어린이책과 인연이 닿았다. 김환영은 “아이들에게는 최고의 작품을 줘야 한다. 세상에 와서 처음 만나는 그림일 수 있기 때문”이라던 선배의 말에 영향을 받아 아이들에 대한 공부도 하고, 아이들도 자주 만나면서 점점 어린이책에 그림 그리는 일을 좋아하게 됐다. 만화에도 관심이 많아 「난쟁이가 쏘아 올린 작은 공」을 원작으로 삼은 동명의 만화책을 출간했으며, 제주4•3항쟁을 소재로 한 극장용 장편 애니메이션 「오돌또기」작업과 TV 애니메이션 「아구찜과 빠가사리」를 연출하기도 했다. 그 뒤 한겨레문화센터 아동문학작가학교 8기를 수료하고, 동시 전문지 「동시마중」의 창간 및 편집위원으로 3년 동안 일했으며, 동인지 「글과 그림」을 통해 시작(詩作) 활동을 이어 왔다.
2000년에 경기도 가평으로 삶의 터전을 옮겨 자연친화적인 생활과 함께 작품의 밀도를 높여나갔다. 2009년 볼로냐아동도서전 주빈국 일러스트레이터로 선정되었으며, 2010년 볼로냐아동도서전에서는 《호랑이와 곶감》을 한국관 특별전에 선보이기도 했다. 2019년 기준으로, 충남 보령에 살고 있는 작가는 덕지덕지 피는 서양 민들레가 어지러워 기어이 토종인 하얀 민들레를 심는다. 그리고 그는 나무와 새와 별들의 이야기에 귀 기울이고, 흙이 마르면 계속 물을 줄 것이라며 자연에 속한 자신이 할 바를 이야기한다.  

## 대표도서

### 《강냉이(김환영 그림, 권정생 글》. 사계절. 2018.
아이는 집 모퉁이 토담 밑에 강냉이를 심는다. 형은 구덩이를 파고 아이는 강냉이 알을 넣고 엄마는 흙을 덮었다. 강냉이는 한 치 두 치 커서 어느새 아이 키만큼 자랐다. 그러던 중 전쟁이 터져 ‘모퉁이 강낭은 저희끼리 두고’ 피난길에 오르게 된다. 낯선 땅에서 빛나는 별을 보며 부모님은 고향을 생각하지만 아이는 강낭 생각뿐이다. 권정생이 초등학생 때 쓴 시, 『강냉이』는 전쟁이라는 위기와 그 속에서도 아이가 보여주는 천진난만한 관심이 극적으로 비교되어 애잔함을 더해준다.
『강냉이』의 표현을 위해 김환영은 색에 집중하고자 했다. 2015년에 초판이 발행되었고, 책 크기와 표지 바탕색, 서체, 그리고 몇몇 페이지의 텍스트 배치에 변화를 주어 2018년에 개정판이 출간되었다. 서체는 김환영이 직접 쓴 손 글씨를 넣었다.

### 《빼떼기(김환영 그림, 권정생 글》. 창비. 2017.
1988년에 출간된 「바닷가 아이들」에 실려 있던 권정생의 단편동화 『빼대기』는 김환영의 그림을 더해 그림책으로 다시 태어났다. 12년이 걸렸다.김환영은 ‘빼떼기’라는 캐릭터가 함축하고 있는 전쟁과 평화에 대한 함의를 통해 텍스트에 집중하게 되었다고 말한다. 그러면서 그는 붓질의 감정들이 그림에서 중요하게 보이길 바랐으며, 화면 구성 또한 훨씬 과감하게 접근하고자 했다. 이러한 작가의 의도는 배경보다 등장인물에 집중하여 근접 묘사를 하는 것으로 《빼떼기》에서 펼쳐진다. 
《빼떼기》는 1948년 7월부터 1950년 7월까지 순진이네 가족이 닭을 키운 이야기이자, 아궁이에 들어갔다가 불에 덴 병아리, ‘빼떼기’의 일대기이다. 빼떼기가 겪어낸 삶은 힘겨웠지만 대견해보였고, 어미 닭으로부터 배척 받아 쓸쓸했지만 사람들로부터는 사랑 가득한 보살핌을 받았다. 빼떼기는 빼딱빼딱 걸으며 그 어떤 닭보다 오랫동안 순금이네 가족과 함께 살았고, 또 그들의 눈물 속에서 생을 마친다.  빼떼기에게 느닷없이 다가온 죽음은 전란 앞에 선 사람들이 마주할 형편과 다르지 않다. 그런 측면에서 면지에서 보여지는 하얀 병아리들은 원혼과도 같이 보인다. 

### 《호랑이와 곶감(김환영 그림, 위기철 글》. 국민서관. 2004.
천하의 맹수 호랑이가 작디작은 무생물 곶감에게 완패를 당하는 전래동화 ≪호랑이와 곶감≫은 위기철의 글과 김환영의 그림으로 2001년에 초판이, 2004년에 개정판이 출간되었다. 수채화로 그린 2001년 판은 전지적 작가 시점으로 그림을 진행하여 이야기의 흐름에 따라 집 안과 밖의 모습을 자유롭게 넘나들며 보여준다. 반면 판화로 작업한 2004년 판에서는 그림의 진행 시점을 주로 호랑이에 집중하고 있다. 더불어 호랑이의 눈동자 모양과 꼬리 방울, 혀, 수염 등을 통해 배고프고 겁먹고 놀라고 도망가며 안도하는 그 모든 모습이 세밀하게 보여진다. 김환영은 전래동화 ≪호랑이와 곶감≫이 지닌 해학과 유머의 씨앗을 그림에 넉넉하게 심어 한층 더 키운 다음, 곱씹어 보며 웃게 만드는 유쾌한 그림책을 개정판으로 내어 놓았다.

### 《마당을 나온 암탉(김환영 그림,황선미 글》. 사계절. 2000.
철망 안에 갇혀있던 암탉은 ‘바람과 햇빛을 한껏 받아들이고, 떨어진 뒤에는 썩어서 거름이 되어, 결국 향기로운 꽃’을 피워내는 잎사귀를 부러워하며 자신의 이름을 ‘잎싹’으로 지었다. 그 후로 보여지는 잎싹의 삶은 잎사귀가 보여주는 생명의 순환, 그 고리를 그대로 닮아간다. 마당을 나온 잎싹은 모험(바람)을 통해, 용기(햇빛)를 한껏 얻어 청둥오리의 알을 품고 생명을 탄생시켰다. 엄마로서 잎싹은 어린 초록머리를 무사히 잘 키워 제 길로 떠나 보낼 수 있었다. 마침내 잎싹은 마당 암탉이 절대로 보여줄 수 없는 당당함을 가지게 되었다. 그러나, 떨어질 때를 아는 꽃처럼 잎싹은 자신의 육체를 아기 족제비들을 위해 남겨둔 채 하늘을 나는 마지막 꿈을 이룬다. 결국 향기로운 꽃을 피워낸 잎사귀처럼. 
《마당을 나온 암탉》속에서 보여지는 암탉 잎싹은 한 때 폐계로 분류되어 죽임을 당할 만큼 병약했으나 후에는 자신을 위협하는 족제비의 눈을 파낼 정도로 용맹해진다. 그리고 더 시간이 지나면, 몸은 약해졌지만 강인한 정신을 가진 외유내강의 모습으로 묘사된다. 성격적으로 잎싹은 생각이 많을 뿐 아니라, 하고자 하는 바가 뚜렷하며 모성이 깊고 크다. 그림작가 김환영은 이처럼 내∙외면이 다중적으로 교차되는 암탉의 모습을 장면마다 꼭 그러할 모습으로 묘사해냈다. 

### 《나비를 잡는 아버지(김환영 그림,현덕 글》. 길벗어린이. 2001.
1930년대를 배경으로 현덕이 쓴 단편 《나비를 잡는 아버지》는 아이들의 이야기이면서도 소작과 마름이라는 사회적 계층 문제도 함께 담고 있다. 보통학교에서는 성적으로 늘 경환보다 우수한 것은 바우지만, 정작 서울에 있는 상급 학교로 진학한 이는 경환이다. 경환은 방학이 되자 고향에 내려와 나비를 잡는데 그 꼴이 바우에게는 서울 생활을 뻐기는 것만 같다. 심술이 난 바우는 경환이 보는 앞에서 잡은 나비를 날려 보낸다. 뿔이 난 경환은 바우네 참외 밭을 밟아 뭉개고 만다. 경환이 아버지가 바우 아버지한테 빌려준 밭이다. 어른들의 세계에서 아이들의 싸움은 무조건 바우가 나비를 잡아 경환에게 가져다 주는 것만이 해결책이다. 바우 아버지는 경환에게 대든 바우를 탓하고 혼내면서도 정작 아들 대신 나비를 잡으며 바우에게 코끝 찡한 부정을 보여준다. 
김환영은 경환이와 바우, 두 인물의 갈등과 심리묘사를 두드러지게 표현하기 위해 평소에 사용하던 붓을 놓고 나무젓가락, 삶은 갈대, 대나무 등을 깎아 펜으로 사용하며 느낌에 맞는 선을 만들었다. 그러한 작가의 시도는 인물의 표정을 통해 부럽고 속상하고 원통하고 뭉클한 바우를 속속들이 표현하였다.

## 참고 문헌
작가연구자료집 2018, KBBY국제아동청소년도서협의회